# Aeroportul Municipal Denison
Aeroportul Municipal Denison (IATA: DNS, ICAO: KDNS, FAA LID: DNS) este un aeroport din Iowa, Statele Unite ale Americii ce deservește zona Denison⁠(d). A fost numit după zona deservită.
Situat la o altitudine de 388 m, aeroportul dispune de 3 piste.

## Infrastructură

### Piste
Aeroportul dispune de 3 piste: 
- pista 06/24 din Iarbă, cu dimensiunile 1.790 picioare × 120 picioare
- pista 12/30 din beton, cu dimensiunile 5.000 picioare × 75 picioare
- pista 18/36 din Iarbă, cu dimensiunile 2.019 picioare × 105 picioare